# Code monétaire et financier
 (novembre 2022).
Si vous disposez d'ouvrages ou d'articles de référence ou si vous connaissez des sites web de qualité traitant du thème abordé ici, merci de compléter l'article en donnant les références utiles à sa vérifiabilité et en les liant à la section « Notes et références ».
Pour les articles homonymes, voir CMF.
Le code monétaire et financier (CMF ou COMOFI) regroupe les dispositions de nature législatives et réglementaires concernant les activités des professionnels de la banque et de la finance, ainsi que, dans une moindre mesure, des professionnels de l'assurance.
Le CMF est la base du droit bancaire et financier, avec, principalement, le code de la consommation et le code des assurances. 
Les ventes one shot[Quoi ?] ciblant les TPE-TPI aboutissent classiquement[Quoi ?] à un contrat de location entrant dans le cadre de ce CMF, et non du Code de la Consommation, privant les victimes de ce genre de vente de bénéficier de clauses protectrices.

## Principes et organisation
Le code monétaire et financier présente une succession de "livres", relatifs à la monnaie et au système monétaire français (livre I) ; aux produits financiers et d'épargne (livre II) ; aux services bancaires et financiers (livre III) ; aux marchés (livre IV) ; aux prestataires de services bancaires et d'investissement (livre V) ; aux institutions en matière bancaire et financière (livre VI) et enfin les dispositions spécifiques à l'outre-mer (livre VII).
Ce code a été créé initialement par la loi n° 99-1071 du 16 décembre 1999 et a été ensuite modifié par l'ordonnance n° 2000-1223 du 14 décembre 2000 (pour sa partie législative) et par le décret n° 2005-1007 du 2 août 2005 (pour sa partie réglementaire). Il est donc apparu, en fait sous une forme achevée, au cours de 2005. Par exemple, l'édition 2016 effectuée par les éditions Dalloz, constitue la 6e édition de ce code.

## Évolutions
Le CMF est certainement le plus régulièrement modifié des codes français par le législateur. La loi n° 2008-776 du 4 août 2008 dite " loi LME " et les décrets ou arrêtés pour son application ont opéré de nombreuses modifications comme l'avait fait à son époque la loi relative à la sécurité financière. Ceci tient principalement à la nature de la matière concernée, la crise financière en 2008 et ses conséquences en 2009 étant un exemple typique de la nécessité d'ajuster sans cesse ou de réformer, la législation et les décrets ou arrêtés en vigueur en fonction de la réalité de la pratique. 
Par exemple, l'année 2013 a été marquée par l'introduction d'une réglementation détaillée sur l'activité d'intermédiation bancaire, celle des intermédiaires en opérations de banque et en services de paiement (voir les articles L. 519-1, R. 518-1 et suivants) .
En 2014, est créé l'intermédiaire en financement participatif.
En 2016, le CMF est modifié par la transposition de la directive européenne 2014/17/UE du 4 février 2014, sur le crédit immobilier, notamment pour les parties visant les intermédiaire en opérations de banque et en services de paiement.